# Air Lease Corporation
Air Lease Corporation (ALC) è una società americana di leasing di aeromobili fondata nel 2010 da Steven Udvar-Házy. Air Lease acquista nuovi aeromobili direttamente da Boeing, Airbus, Embraer e ATR, e li affitta ai suoi clienti di tutto il mondo attraverso leasing e finanziamenti specializzati.
Nel 2017 Air Lease ha dichiarato di possedere 244 aeromobili che noleggia ad oltre 91 compagnie aeree in 55 paesi.
Air Lease fornisce alle compagnie aeree un servizio di wet lease, che richiede il pagamento di manutenzione, assicurazione, tasse e tutte le altre spese operative dell'aeromobile durante la durata del leasing.
Nel mese di agosto del 2018 Air Lease ha annunciato di avere 391 aeromobili in ordine.

## Storia
Steven Udvar-Házy, presidente e amministratore delegato di Air Lease, è stato uno dei fondatori del gigante di Century City International Lease Finance Corp. (ILFC) ed è rimasto amministratore delegato dopo che è stata venduta ad American International Group (AIG) nel 1990. Udvar-Házy ha lasciato ILFC per avviare Air Lease nel 2010 a seguito di una controversia con AIG.
Udvar-Házy ha avviato Air Lease nel febbraio 2010 con l'ex direttore operativo dell'ILFC John Plueger, che ha mantenuto lo stesso ruolo nella nuova società. Il 19 aprile 2011, AL ha avuto un'offerta pubblica di azioni di Classe A alla Borsa di New York e ha raccolto un totale stimato di 965,6 milioni di dollari. Udvar-Hazy, stimato da Forbes nel 2021 per avere un patrimonio netto di $ 4,1 miliardi, ha una quota del 7%.
Al Paris Air Show del 2019, Virgin Atlantic ha firmato un accordo per 20 Airbus A330-900, rendendolo il primo cliente del Regno Unito per questo tipo di aereo. Otto aeromobili arriveranno direttamente da Airbus, sei da Air Lease Corporation. Sostituiranno i vecchi Airbus A330-200 e -300 e le consegne sono previste da settembre 2021 a 2024.
Nella stessa sede, Air Lease Corporation ha firmato un accordo per 29 Airbus A321XLR, nonché una lettera di intenti per 50 Airbus A220-300.